# Ramune

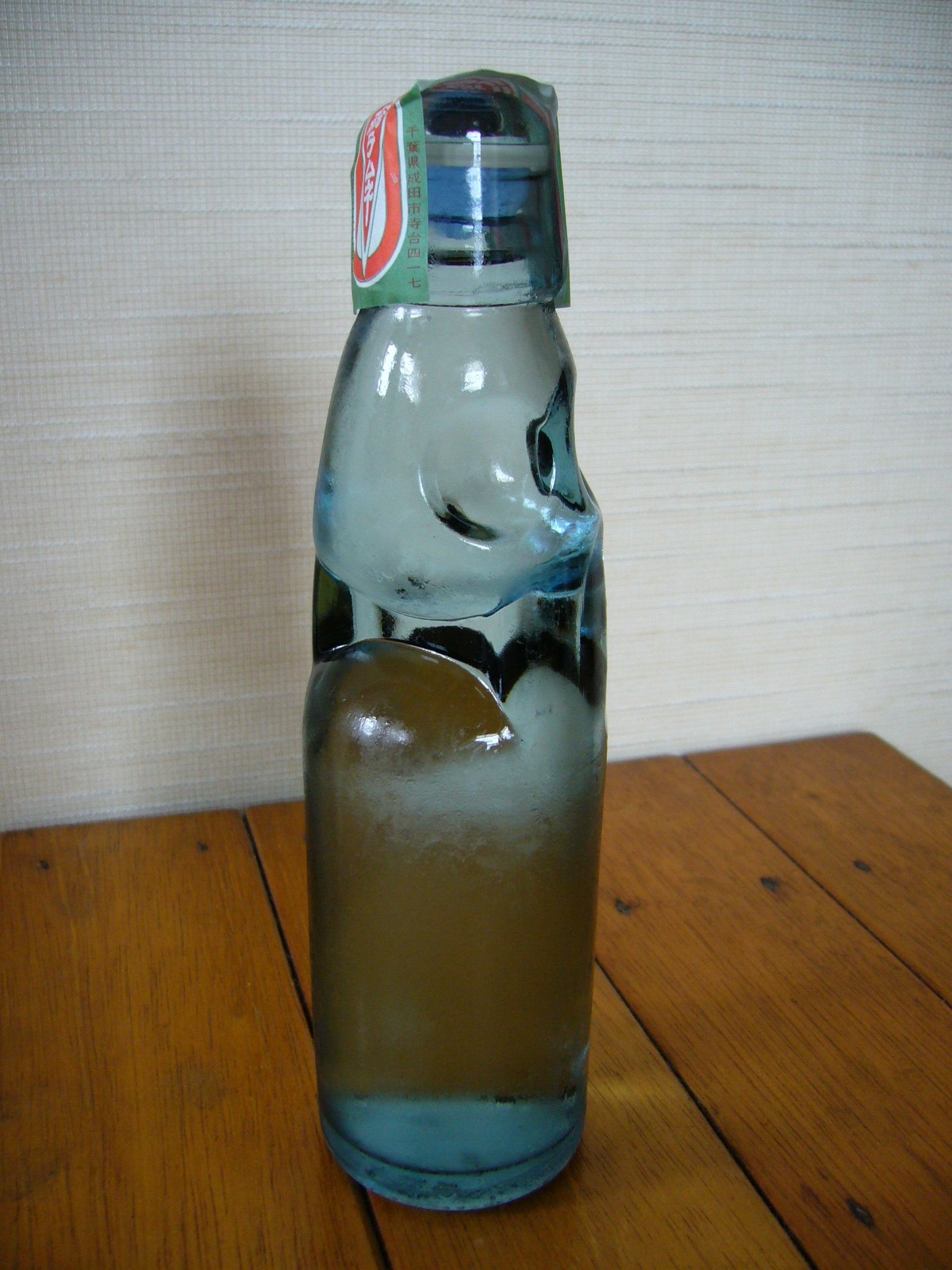

Il Ramune (ラムネ?, Ramune) è una bibita gassata analcolica originaria del Giappone prodotta dal 1876 a Kōbe dall'imprenditore-farmacista scozzese Alexander Cameron Sim (1840-1900), il quale la pubblicizzò inizialmente come preparato per prevenire il colera.
Il nome deriva dalla parola inglese lemonade (limonata) traslitterata in lingua giapponese.

## Composizione
La bevanda originale è composta da una miscela di zucchero o sciroppo di glucosio-fruttosio, acidificanti ed aromi al gusto di limone e lime. Il sapore è simile alla Sprite, ma meno dolce.

## Bottiglia

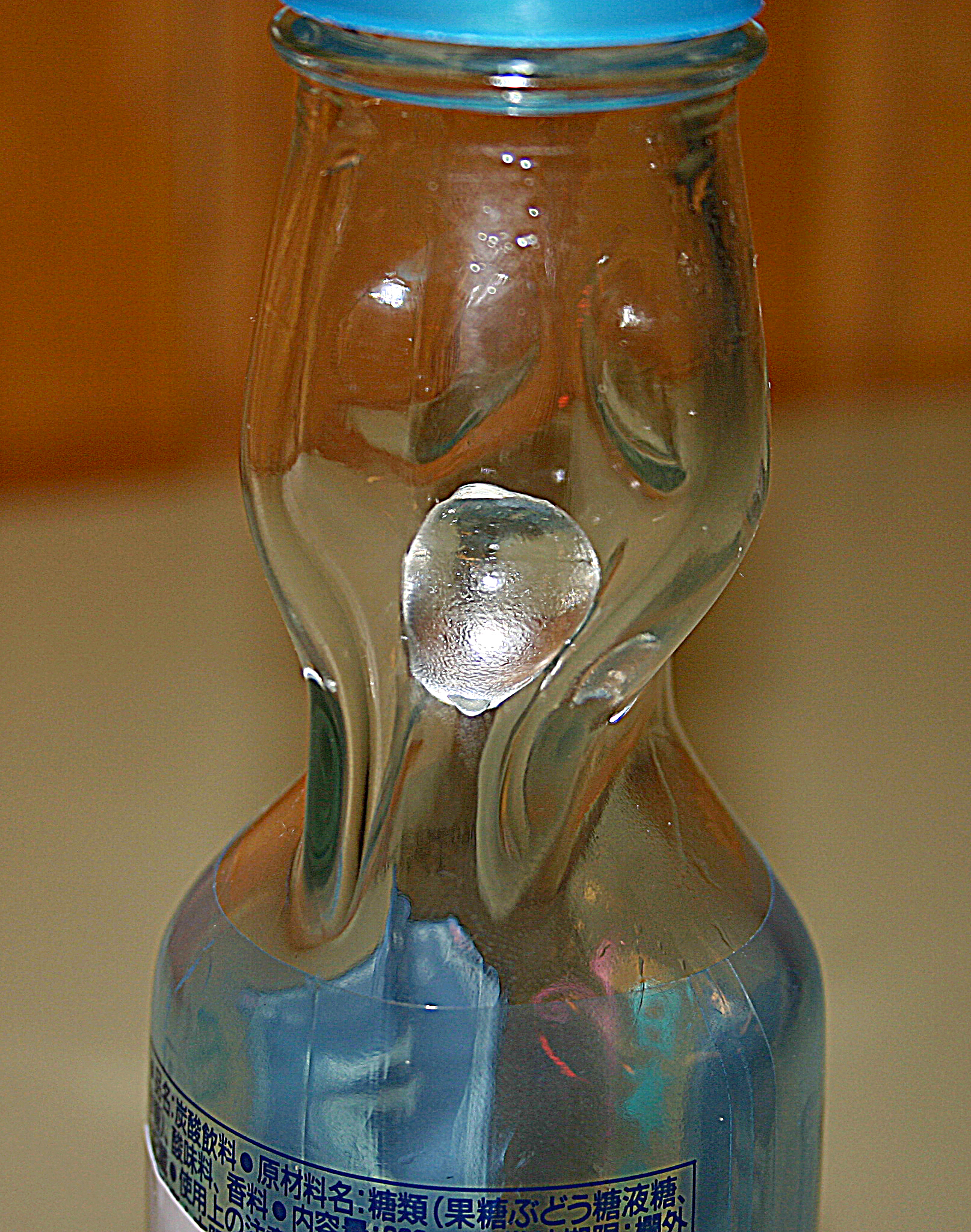
La pallina-tappo racchiusa nel collo di una bottiglia aperta

Il Ramune è molto conosciuto per il design distintivo della sua bottiglia, chiamata bottiglia Codd (brevettata dal britannico Hiram Codd nel 1872). La bottiglia è realizzata in vetro e sigillata con una biglia tenuta in posizione grazie alla pressione del gas introdotto per la carbonatazione nella bevanda. Per aprire la bottiglia viene fornito un dispositivo apribottiglia che serve  a spingere la pallina di vetro verso l'interno e a far uscire il gas. Dopo l'apertura, la biglia rimane nel collo della bottiglia dove può essere scossa a mo' di sonaglio. 
Grazie a questa particolarità, la bevanda è conosciuta anche come "mabu soda" o "marble soda" (bevanda a pallina) al di fuori del Giappone.
Sebbene la bottiglia Codd sia stata brevettata appositamente per le bevande gassate, oggi il Ramune è una delle poche bevande al mondo ad essere venduta in essa.
Le persone che provano il Ramune per la prima volta possono avere difficoltà a bere, poiché serve un po' di pratica per imparare a fermare la pallina prima che la stessa blocchi nuovamente l'imboccatura inclinando la bottiglia; tuttavia nel 2006 sono state introdotte delle modifiche in modo che la pallina non ostruisca il passaggio del liquido.
Il Ramune è disponibile anche in bottiglie di plastica (PET) e lattine.
Il Ramune è uno dei moderni simboli dell'estate in Giappone ed è molto consumato durante i caldi giorni e notti dei festival estivi. Le bottiglie vuote sono di solito raccolte per il riciclaggio nei luoghi in cui è venduto.

## Gusti
Oltre all'originale, esistono altri 57 gusti differenti: ananas, arancia, banana, mirtillo, Blue Hawaii, bubble, bubble gum, caramella, champagne, ciliegia, Chili oil, cioccolato, cocco, cocomero, cola, curry, disco dance, flaming, fragola-ananas, gassosa, ginseng, gusto, kiwi, lampone, mela verde, litchi, mango, melone, moscato, mystery, pesca, polpo, pomelo, prugna, root beer, salsa takoyaki, teriyaki, tè verde, torta, uva, vaniglia, wasabi, yuzuyogurt e zuppa di mais.